# Hulewicze (Ukraina)
Hulewicze (ukr. Гулівка, Guliwka) – wieś (dawniej miasteczko) na Ukrainie na terenie rejonu kowelskiego w obwodzie wołyńskim. Wieś liczy 237 mieszkańców.
Za II Rzeczypospolitej Hulewicze należały do wiejskiej gminy Gródek (później przekształconej w gminę Maniewicze) w powiecie kowelskim w woj. wołyńskim i liczyła w 1921 roku 270 mieszkańców. 1 kwietnia 1932 roku Hulewicze wyłączono z gminy Maniewicze i włączono je do gminy Powursk.
Po wojnie miasteczko weszło w struktury administracyjne Związku Radzieckiego.